# Ludmilla av Böhmen
Ludmilla av Böhmen, född 860, död 921, var en hertiginna av Böhmen, gift med hertig Bořivoj I av Böhmen. Hon var Böhmens regent under sin sonson Wenzel av Böhmens minderårighet 921. Hon vördas som helgon i katolska kyrkan.
Hon delade regentskapet med sin svärdotter Drahomíra. Ludmilla hade vårdnaden om Wenzel, medan Drahomíra behöll vårdnaden om sin yngre son Boleslaus. Drahomíra ville återfå vårdnaden om sin äldste son, och motsattes sig svärmoderns inflytande över honom. Hon lät därför mörda Ludmilla. 